# Гуира
Гуира, или Гуйра (Guira guira) е вид кукувица-личинкояд, единствен представител на рода Гуира.

## Местообитание
Гуира обитава тропическия пояс на Южна Америка, източно от Андите и южно от Амазония. Среща се в Южна и Източна Бразилия, Боливия, Парагвай, Уругвай и в Северна Аржентина. Среща се също така и на Нидерландските Антилски острови. Природозащитен статут - незастрашен вид (LC).

## Описание
Гуира е птица със сиво-кафяво оперение и жълто-оранжева човка. Дължина на тялото - 35-40 см. Възрастните птици имат червеникава качулка и дълги опашки.

## Начин на живот
Гуира живеят в групи, но са склонни да образуват и двойки. Хранят се хранят с насекоми, жаби, яйца, по-малки птици и малки бозайници, като мишки.

## Размножаване
Размножителния период на птиците в Бразилия е от август до ноември, в Уругвай и Аржентина през ноември и декември. За разлика от много други кукувици, гуира изграждат гнездата на дървета, на височина около 5 метра. Гнездата им са примитивни, изградени от клонки и треви. Женските снасят 5 до 7 яйца. Понякога яйцата са положени в гнездата на други птици. Инкубационният период е от 10 до 15 дни.

## Галерия
- Museum specimen – Argentina